# Rothaus Regio-Tour
Rothaus Regio-Tour est une course cycliste de 5 étapes disputée en Allemagne, en Suisse et en France. Créée en 1985, elle fait partie de 2005 à 2008 de l'UCI Europe Tour, en catégorie 2.1. De grands coureurs se sont déjà imposés comme Jan Ullrich, Alexandre Vinokourov, Andreas Klöden, Mario Cipollini et Viatcheslav Ekimov.
En 2002, son nom officiel devient Rothaus Regio-Tour, du nom du principal sponsor de la course, la brasserie allemande Rothaus.
En 2009, le Rothaus Regio-Tour se déroule pour la première fois avec des coureurs de moins de 19 ans à la place des coureurs professionnels. En raison des nombreuses affaires de dopage qui ont touché le cyclisme allemand, les organisateurs se sont reportés vers les juniors. En 2013, la course est annulée et n'a plus été organisée depuis.

## Palmarès
| Année                   | Vainqueur             | Deuxième               | Troisième            |
| ----------------------- | --------------------- | ---------------------- | -------------------- |
| Regio-Tour              |                       |                        |                      |
| Épreuve professionnelle |                       |                        |                      |
| 1985                    | Uli Rottler           | Andreas Kappes         | Christian Henn       |
| 1986                    | Flavio Vanzella       | Massimo Podenzana      | Pascal Lance         |
| 1987                    | Mario Cipollini       | Laurent Eudeline       | Peter Gansler        |
| 1988                    | Viatcheslav Ekimov    | Michael Schenk         | Severin Kurmann      |
| 1989                    | Falk Boden            | Kai Hundertmarck       | Rolf Aldag           |
| 1990                    | Alexandr Shefer       | Jens Heppner           | Andrei Teteriouk     |
| 1991                    | Alexander Kastenhuber | Erik Dekker            | Roland Baltisser     |
| 1992                    | Dainis Ozols          | Thomas Fleischer       | Vladislav Bobrik     |
| 1993                    | Pascal Hervé          | Erich Spuler           | Alexandre Vinokourov |
| 1994                    | Laurent Brochard      | Lars-Christian Johnsen | Christophe Mengin    |
| 1995                    | Roberto Pistore       | Gianluca Pianegonda    | Uwe Peschel          |
| 1996                    | Jan Ullrich           | Jens Heppner           | Piotr Ugrumov        |
| 1997                    | Viatcheslav Djavanian | Patrick Jonker         | Roland Meier         |
| 1998                    | Mirko Celestino       | Rodolfo Ongarato       | Emanuele Lupi        |
| 1999                    | Grischa Niermann      | Michael Rich           | Nicola Loda          |
| 2000                    | Filippo Simeoni       | Ivan Basso             | Andreas Klöden       |
| 2001                    | Patrice Halgand       | Ruslan Ivanov          | Gilles Bouvard       |
| Rothaus Regio-Tour      |                       |                        |                      |
| 2002                    | Laurent Brochard      | Andreas Klöden         | Markus Zberg         |
| 2003                    | Volodymyr Gustov      | Ronny Scholz           | Cristian Moreni      |
| 2004                    | Alexandre Vinokourov  | Stephan Schreck        | Andrey Kashechkin    |
| 2005                    | Nico Sijmens          | Torsten Hiekmann       | Maxime Monfort       |
| 2006                    | Andreas Klöden        | Michael Rogers         | Danilo Hondo         |
| 2007                    | Moisés Dueñas         | Mikhail Ignatiev       | Andrei Kunitski      |
| 2008                    | Björn Schröder        | Markus Fothen          | Manuel Vazquez       |
| Épreuve juniors         |                       |                        |                      |
| 2009                    | Ron Pfeifer           | Tassilo Fricke         | Jasha Sütterlin      |
| 2010                    | Mario Vogt            | Matthias Plarre        | Derk Abel Beckeringh |
| 2011                    | Bradley Linfield      | Richard Dijkshoorn     | Guillaume Martin     |
| 2012                    | Piotr Havik           | Niklas Eg              | Søren Kragh Andersen |